# Prodasineura
Prodasineura is een geslacht van libellen (Odonata) uit de familie van de Protoneuridae.

## Soorten
Prodasineura omvat 38 soorten:
- Prodasineura abbreviata Lieftinck, 1951
- Prodasineura auricolor (Fraser, 1927)
- Prodasineura autumnalis (Fraser, 1922)
- Prodasineura coerulescens (Fraser, 1932)
- Prodasineura collaris (Selys, 1860)
- Prodasineura croconota Ris, 1916
- Prodasineura delicatula (Lieftinck, 1930)
- Prodasineura doisuthepensis Hoess, 2007
- Prodasineura dorsalis (Selys, 1860)
- Prodasineura flammula Lieftinck, 1948
- Prodasineura flavifacies Pinhey, 1981
- Prodasineura fujianensis Xu, 2006
- Prodasineura gracillima (Selys, 1886)
- Prodasineura haematosoma Lieftinck, 1937
- Prodasineura hanzhongensis Yang & Li, 1995
- Prodasineura hosei (Laidlaw, 1913)
- Prodasineura hyperythra (Selys, 1886)
- Prodasineura incerta Pinhey, 1962
- Prodasineura integra (Selys, 1882)
- Prodasineura interrupta (Selys, 1860)
- Prodasineura laidlawii (Förster in Laidlaw, 1907)
- Prodasineura lansbergei (Selys, 1886)
- Prodasineura longjingensis (Zhou, 1981)
- Prodasineura nigra (Fraser, 1922)
- Prodasineura notostigma (Selys, 1860)
- Prodasineura obsoleta (Selys, 1882)
- Prodasineura odoneli (Fraser, 1924)
- Prodasineura odzalae Aguesse, 1966)
- Prodasineura palawana Lieftinck, 1948
- Prodasineura peramoena (Laidlaw, 1913)
- Prodasineura perisi Compte Sart, 1964
- Prodasineura quadristigma Lieftinck, 1951
- Prodasineura sita (Kirby, 1893)
- Prodasineura tenebricosa Lieftinck, 1937
- Prodasineura theebawi (Fraser, 1922)
- Prodasineura verticalis (Selys, 1860)
- Prodasineura villiersi Fraser, 1948
- Prodasineura vittata (Selys, 1886)